# Controversia de la Agencia de Naciones Unidas para los Refugiados de Palestina en Oriente Próximo de 2024

Países que detuvieron la financiación

El 26 de enero de 2024, la Agencia de Naciones Unidas para los Refugiados de Palestina en Oriente Próximo (UNRWA)  anunció que estaba investigando las acusaciones, que le había presentado Israel casi dos semanas antes, sobre la implicación de una docena de sus empleados en el ataque dirigido por  Hamás el 7 de octubre contra Israel. Philippe Lazzarini, el comisionado general de la UNRWA, aseguró que la organización había despedido a los empleados implicados y que cualquier miembro del personal que se encontrara involucrado en actos de terrorismo enfrentaría consecuencias. 
Israel realizó una serie de denuncias contra doce empleados de la UNRWA acusándoles haber participado en la masacre.
Según Israel, doce empleados de UNRWA participaron en los atentados, y se les acusaba de participar en diversas funciones, desde funciones de logística y adquisición de armas hasta la toma de rehenes y la participación directa en los atentados. Israel sostenía que había compilado un caso "incriminatorio contra varios empleados de la UNRWA por su participación en la masacre, junto con evidencia que señala el uso de instalaciones de la UNRWA para fines terroristas".  También alegaba que existía una relación estructural entre la UNRWA y Hamás, y que los nombres proporcionados eran "solo la punta del iceberg". 
La controversia generó condena internacional, llevando a varios países, incluyendo los Estados Unidos,   Reino Unido, Canadá,  Australia,   Italia,   Finlandia,  Alemania,  Islandia,  Países Bajos,  Suiza,  Francia,  Japón, Austria, Lituania,  Suecia, Rumanía, Estonia,  Nueva Zelanda, a suspender la financiación para la UNRWA en espera de más desarrollos.  Estas naciones proporcionaron un total combinado de 678 millones de dólares estadounidenses en financiación; la financiación total de la UNRWA en ese año fue de 1113 millones. Algunos países, como Suecia, aseguraron que  el dinero sería desviado para otras organizaciones en la zona como el Programa Mundial de Alimentos y el Comité Internacional de la Cruz Roja. Varias organizaciones internacionales, entre ellas la Organización Mundial de la Salud y Médicos Sin Fronteras, denunciaron que la decisión de suspender la financiación agravaría la situación humanitaria en Gaza provocada por la invasión israelí..  En respuesta, algunos países occidentales –entre ellos España, Portugal, Irlanda, y Polonia – han aumentado su financiación a la Agencia. La UE, que había suspendido la financiación a la espera del resultado de las investigaciones de la UNRWA, restableció y aumentó su financiación el 1 de marzo de 2024, mientras que Australia, Austria, Canadá, Italia, Japón, Suecia y Finlandia reanudarán la financiación. El 23 de marzo de 2024, Estados Unidos cortó toda la financiación de la UNRWA hasta marzo de 2025..
La agencia anunció que despediría a los empleados en cuestión y los remitió a una investigación criminal. UNRWA comenzó a despedir a empleados y decidió abrir una investigación para ver si participaron en los ataques del 7 de octubre de Hamás contra Israel. Philippe Lazzarini informó que nueve empleados habían sido despedidos y que había solicitado una investigación independiente. Aseguró que cualquier empleado de la UNRWA que estuviera involucrado en actos de terrorismo sería considerado responsable y tendría un proceso penal.  Lazzarini aclaró el 9 de febrero que había despedido al personal sin examinar ninguna prueba y decidió que actuar con rapidez era la prioridad dadas las circunstancias. El 19 de febrero, Lazzarini afirmó que Israel no había proporcionado ninguna prueba para respaldar su acusación. A finales de febrero, un informe de inteligencia estadounidense puso en duda las afirmaciones israelíes. Un informe de la UNRWA de febrero de 2024 afirmó que Israel obligó a algunos de sus empleados a admitir falsamente vínculos con Hamás bajo tortura.
El 22 de abril la exministra francesa de Asuntos Exteriores, Catherine Colonna, presentó las conclusiones de la investigación independiente que encargó el secretario general de la ONU, António Guterres, sobre la actuación del personal de la agencia en el ataque de Hamás del 7 de octubre y apoyado por tres institutos de investigación nórdicos. Durante nueve semanas, se reunieron con más de 200 personas en los territorios palestinos, Israel y otros países anfitriones Jordania, Líbano y Siria. También mantuvo reuniones con miembros del personal de la agencia en Gaza. En dicho informe, Colonna concluye que Israel no ha proporcionado pruebas que demuestren la participación del personal de la UNRWA en el ataque: «Israel aún tiene que proporcionar pruebas que respalden esto» además afirmó que «La UNRWA juega un papel indispensable en la región y esto debe ser dicho alto y claro». Tras la publicación del informe, Alemania anunció que reanudaría la financiación de la Agencia tras decisiones similares tomadas anteriormente por otros donantes importantes, incluidos Australia, Canadá, Suecia y Japón.

## Antecedentes

### Ataques del 7 de octubre
El 7 de octubre de 2023, Hamás lanzó un ataque sorpresa contra Israel desde la Franja de Gaza, coincidiendo con la festividad judía de Simjat Torá, resultando en la muerte de 1300 personas y 250 civiles y soldados israelíes fueron secuestrados y llevados como rehenes a la Franja de Gaza  El 7 de octubre de 2023 ha sido etiquetado como el día más sangriento en la historia de Israel y el más mortal para los judíos desde el Holocausto.  
En respuesta al ataque, Israel lanzó ataques aéreos y una ofensiva a gran escala sobre Gaza, con el objetivo declarado de destruir la organización Hamás y asegurar la liberación de los rehenes, ancianos, mujeres y niños.  Israel aseguró que solo pondría fin a la guerra una vez que todos los rehenes fueran liberados.
Según el Ministerio de Salud de Gaza, el conflicto ha resultado en la muerte de más de 26000 palestinos, la mayoría de los cuales eran mujeres y niños.

### UNRWA
La UNRWA es una agencia de la ONU responsable de apoyar el alivio y el desarrollo humano de los refugiados palestinos. Inicialmente establecida para asistir a los palestinos desplazados por la guerra árabe-israelí de 1948  (estimados en 700.000 individuos) y conflictos subsiguientes, junto con sus descendientes,  incluyendo niños adoptados legalmente, la UNRWA ahora ayuda a más de 5,6 millones de refugiados palestinos registrados a partir de 2019. En 2023, los mayores donantes de la UNRWA fueron los EE. UU., la UE y Alemania.
Con una fuerza laboral de más de 30.000 empleados, incluyendo aproximadamente 13.000 en Gaza, la UNRWA está compuesta predominantemente por refugiados palestinos junto con un contingente menor de personal internacional. Operando en Gaza, Cisjordania, Jordania, Siria y Líbano, el mandato de la agencia ha cambiado de proporcionar empleo y ayuda humanitaria a entregar atención médica, educación y servicios sociales a la población a la que sirve. Antes de la guerra entre Israel y Gaza, la UNRWA operaba 700 escuelas y 140 centros de salud en la Franja de Gaza.
La UNRWA es la única agencia de las NU dedicada a ayudar a refugiados de una región o conflicto específico, distinguiéndola de la ACNUR, una agencia de la ONU establecida en 1950 para asistir a refugiados a nivel global. A diferencia de la UNRWA, el mandato de la ACNUR incluye apoyar a los refugiados en lograr la integración local, el reasentamiento en terceros países o la repatriación cuando sea factible, con el objetivo de eliminar su estatus de refugiado.
Israel ha sido un crítico de larga data de la UNRWA,   sobre lo que la agencia enseña a los estudiantes y sobre la relación de la agencia con Hamás. Israel dijo que las escuelas operadas por la agencia han sido utilizadas por Hamás para actividades terroristas. Funcionarios israelíes sostenían que desde los ataques del 7 de octubre, varios miembros de la UNRWA habían sido observados celebrando los incidentes en plataformas de redes sociales. Antes de la publicación de las acusaciones, funcionarios israelíes habían discutido formas de cerrar la financiación de la UNRWA. En 2018, debido a las denuncias de incitación a la violencia y apoyo al terrorismo, Estados Unidos recortó en parte los fondos que le daba a UNRWA.Entre las condiciones para recibir fondos de los Estados Unidos estaba la prohibición de colaborar con Hamás o poner a disposición ayuda con el fin de reconocer a personas que hubieran cometido actos de terrorismo.
En 2019 hubo varias denuncias por supuesta corrupción del dinero recibido.Una revisión de los gastos de UNRWA había revelado que redirigía dinero a afiliados de grupos terroristas.En 2021 hubo una nueva denuncia en la que se acusaba más de cien empleados de UNRWA de publicar contenidos de odio contra Israel y los judíos fomentando el terrorismo.La UNRWA se comprometió a retirar el material que incitara al odio y a la violencia  y a tratar con dureza a quienes intentaran enseñar ese contenido. Anunciaron que sus empleados produjeron y distribuyeron material no apto en sus libros escolares, por ejemplo  incluyen palabras como "combatientes de la Yihad" o " morir como un mártir en la guerra santa", por error.  En 2021, la principal acusación que se hacía contra UNRWA era que el dinero destinada para ayuda humanitaria al pueblo palestino terminaba financiando al terrorismo.En 2021, el Parlamento Europeo criticó a la UNRWA por promover el odio y la violencia en sus libros de texto. En una audiencia posterior ese mismo año, el comisionado general de la UNRWA, Philippe Lazzarini, reconoció que un informe encargado por la UE destacó "una serie de problemas que deben abordarse". Unas semanas después de los ataques del 7 de octubre, IMPACT-SE informó que al menos cien miembros de Hamás habían sido educados dentro del sistema de la UNRWA, con dos confirmados de haber participado en los ataques.
El 4 de enero de 2024, Israel Hayom informó que los miembros del Knesset estaban buscando detener la financiación global para la UNRWA, con la MK Sharren Haskel declarando que buscaban "detener fondos que se transfieren desde varios países a esta organización, y quitar la máscara de la UNRWA".

## Denuncias
Las denuncias  de que doce empleados de la UNRWA estuvieron involucrados en los ataques del 7 de octubre se basaron en acusaciones que surgieron de "interrogatorios a militantes";
Meses después empleados de UNRWA denuncian torturas durante sus detenciones para obtener confesiones por parte de Israel, 
La agencia de la ONU para los refugiados ha confirmado en un comunicado que las autoridades israelíes han detenido a varios de sus empleados en la Franja de Gaza y que, tras su puesta en libertad, denunciaron haber sido torturados para obtener confesiones sobre sus relaciones con Hamás.
“Algunos de nuestros empleados han comunicado a los equipos de la UNRWA que fueron obligados a confesar bajo tortura y malos tratos. Estas confesiones falsas fueron en respuesta a interrogatorios sobre las relaciones entre UNRWA y Hamas y la participación en el ataque del 7 de octubre contra Israel”, señala el comunicado.
“Estas confesiones forzadas como resultado de la tortura están siendo utilizadas por las autoridades israelíes para difundir aún más la desinformación sobre la agencia En febrero de 2024 las fuerzas de defensa israelíes invitaron a varios periodistas de distintos  países para que fueran a mirar, inspeccionar y filmar lo que la FDI aseguraba que era una red subterránea de túneles que la organización Antes de la publicación de las acusaciones, funcionarios israelíes habían discutido formas de cerrar la financiación de la UNRWA. El 4 de enero de 2024, Israel Hayom informó que los miembros del Knesset estaban buscando detener la financiación global para la UNRWA, con la MK Sharren Haskel declarando que buscaban "detener fondos que se transfieren desde varios países a esta organización, y quitar la máscara de la UNRWA".
 El ejército dijo que descubrieron rifles, municiones, granadas y explosivos.  Los periodistas pudieron ver una sala llena de computadoras con cables extendidos hasta el suelo, varias  habitaciones y baños.  Las fuerzas israelíes afirmaron haber encontrado infraestructura eléctrica dentro del túnel conectado con la principal sede central de la UNRWA 

## Respuesta de la UNRWA y las Naciones Unidas
El 26 de enero de 2024, Philippe Lazzarini, Comisionado General de la UNRWA, declaró: "Las autoridades israelíes han proporcionado a la UNRWA información sobre la presunta participación de varios empleados de la UNRWA en los horribles ataques contra Israel el 7 de octubre." Además, enfatizó: "Para proteger la capacidad de la agencia de brindar asistencia humanitaria, he tomado la decisión de terminar de inmediato los contratos de estos miembros del personal y lanzar una investigación para establecer la verdad sin demora", agregando que "cualquier empleado de la UNRWA que haya participado en actos de terror" sería responsabilizado.
Lazzarini se abstuvo de revelar el número de empleados presuntamente involucrados en los ataques o la naturaleza de su presunta participación. El Departamento de Estado de EE. UU. informó que la cifra era de 12. 
António Guterres, secretario general de las Naciones Unidas, dijo que estaba "horrorizado por esta noticia".Antonio Guterres nombró una comisión independiente para evaluar la neutralidad de la UNRWA. 
Además, el portavoz Stéphane Dujarric declaró que el jefe de la ONU había dirigido a Lazzarini a liderar una investigación para asegurar la terminación rápida y la posible persecución penal de cualquier empleado de la UNRWA implicado en o que ayudó a los ataques del 7 de octubre. El 27 de enero, el portavoz adjunto de la ONU declaró: "La UNRWA en general había tenido un historial sólido, lo cual hemos subrayado repetidamente."
En una declaración adicional emitida el 27 de enero, Lazzarini describió la decisión de tantos países de suspender la financiación de la agencia como "impactante" y declaró que tanto la vida de las personas en Gaza como la estabilidad regional dependían de ese apoyo.  Según una declaración del 28 de enero de Francesca Albanese, relatora especial de la ONU para los territorios palestinos ocupados, la decisión de suspender la financiación podría ser una violación de la Convención sobre el genocidio y "desafía abiertamente" los fallos provisionales en Sudáfrica contra Israel.La Corte Internacional de Justicia no ordenó un alto el fuego en Gaza, como pedía Sudáfrica, pero solicitó que Israel que tomara medidas para evitar un genocidio.

### Informe de Catherine Colonna sobre la actuación del personal de la UNRWA
El 22 de abril la exministra francesa de Asuntos Exteriores, Catherine Colonna, presentó las conclusiones de la investigación independiente que encargó el secretario general de la ONU, António Guterres, sobre la actuación del personal de la agencia en el ataque de Hamás del 7 de octubre. En dicho informe, Colonna concluye que Israel no ha proporcionado pruebas que demuestren la participación del personal de la UNRWA en el ataque: «Israel aún tiene que proporcionar pruebas que respalden esto» además afirmó que «La UNRWA juega un papel indispensable en la región y esto debe ser dicho alto y claro».
El informe, encontró que la agencia había proporcionado periódicamente a Israel listas de sus empleados para su investigación, y que «el gobierno israelí no ha informado a UNRWA de ninguna preocupación relacionada con ningún miembro del personal basado en estas listas de personal desde 2011». Según el documento, es responsabilidad de los Estados en los que la agencia desarrolla su labor, alertar a la UNRWA de cualquier información que pueda descalificar a un trabajador de desempeñar sus funciones.
la investigación concluye que la agencia «ha establecido y actualizado un número significativo de políticas, mecanismos y procedimientos» para asegurar la neutralidad en los últimos años, pero que necesita más cambios.

## Reacciones

### Comunidad internacional
Matthew Miller, portavoz del Departamento de Estado de EE. UU., dijo que "Estados Unidos está extremadamente preocupado por las acusaciones de que doce empleados de la UNRWA pueden haber estado involucrados en el ataque terrorista de Hamas contra Israel el 7 de octubre." También declaró que el Departamento de Estado ha detenido temporalmente la financiación adicional para la UNRWA mientras realiza una revisión de las acusaciones y evalúa las acciones que está tomando las Naciones Unidas para abordarlas.
El Ministro de Desarrollo Internacional de Canadá, Ahmed Hussen, anunció que el gobierno canadiense ha detenido temporalmente la financiación adicional a la UNRWA mientras se investigan las acusaciones. Hussen dijo que expresó directamente a Lazzarini, Comisionado General de la UNRWA, la profunda preocupación de Canadá, añadiendo que "Canadá está tomando estos informes muy en serio y está trabajando estrechamente con la UNRWA y otros donantes en este asunto". Australia ha declarado una suspensión temporal de su financiación a la UNRWA. La Ministra de Relaciones Exteriores, Penny Wong, declaró que Australia se alineará con acciones similares tomadas por EE. UU. y Canadá en la suspensión de fondos. Expresó la profunda preocupación de Australia respecto a las acusaciones.
Italia y Alemania también han suspendido la financiación a la UNRWA.  
El Ministerio de Relaciones Exteriores del Reino Unido emitió un comunicado, diciendo que el Reino Unido estaba “horrorizado” por las acusaciones. 
El Ministro de Comercio Exterior y Desarrollo de Finlandia, Ville Tavio, ha optado por suspender los pagos de Finlandia a la UNRWA a la luz de las acusaciones. Declaró: "Debemos asegurarnos de que ni un solo euro del dinero de Finlandia vaya a Hamas u otros terroristas. La sospecha de que empleados de una organización que recibe asistencia humanitaria estén involucrados en un ataque terrorista es la razón para suspender los pagos. El caso debe ser investigado a fondo." Josep Borrell, Alto Representante de la Unión Europea para Asuntos Exteriores y Política de Seguridad, dijo que la Comisión Europea “evaluará más pasos y sacará lecciones en base al resultado de la investigación completa y exhaustiva”, instando a la UNRWA a "proporcionar total transparencia sobre las acusaciones y tomar medidas inmediatas contra el personal involucrado". 
Países Bajos anunció que detendrá la financiación a la UNRWA, diciendo "Estamos extremadamente impactados. La acusación es que el ataque se cometió el 7 de octubre con dinero de la ONU, con nuestro dinero."
Noruega e Irlanda anunciaron que no suspenderán la financiación para la UNRWA.
Funcionarios suizos dijeron que no se tomará ninguna decisión hasta que se aclaren las “graves acusaciones”.
El 28 de enero de 2024, el Ministerio de Asuntos Exteriores de Francia declaró la suspensión de la financiación a la UNRWA y calificó las acusaciones de "excepcionalmente graves". 

### Israel
El Ministro de Relaciones Exteriores de Israel, Yisrael Katz, declaró que "la UNRWA no será parte del día después", refiriéndose al futuro de Gaza tras la guerra entre Israel y Gaza. Añadió que: "Hemos estado advirtiendo durante años: la UNRWA perpetúa el problema de los refugiados, obstruye la paz y sirve como un brazo civil de Hamas en Gaza. La UNRWA no es la solución - muchos de sus empleados son afiliados de Hamas con ideologías asesinas, ayudando en actividades terroristas y preservando su autoridad".

### Respuesta palestina

#### Autoridad Palestina
El Secretario General de la Organización para la Liberación de Palestina, Hussein al-Sheikh, instó a los países que planean retirar la financiación de la UNRWA a reconsiderar su decisión debido a preocupaciones políticas y humanitarias significativas.

#### Hamás
La oficina de prensa de Hamás declaró a través de Telegram que el grupo imploró a la ONU y a las organizaciones internacionales "que no cedan ante las amenazas y el chantaje" de Israel,  y acusó a Israel de una "campaña de incitación" contra las agencias de la ONU que entregan ayuda a Gaza. 